# Słoboda (rejon totiemski)
Słoboda (ros. Слобода) – wieś w Rosji, w rejonie totiemskim obwodu wołogodzkiego. W 2010 r. liczyła 8 mieszkańców.